# 11573 Helmholtz
11573 Helmholtz este un asteroid din centura principală de asteroizi.

## Descriere
11573 Helmholtz este un asteroid din centura principală de asteroizi. A fost descoperit pe 20 septembrie 1993 la Tautenburg de Freimut Börngen și Lutz Dieter Schmadel. Asteroidul prezintă o orbită caracterizată de o semiaxă mare de 3,26 ua, o excentricitate de 0,27 și o înclinație de 2,3° în raport cu ecliptica.